# Історія Кот-д'Івуару
Республіка Кот-д'Івуар розташована в південній частині Західної Африки.
Дивись також Хронологія Кот-д'Івуару

## Назва
Назва країни в перекладі із французької мови означає «Берег Слонової Кістки», і довгий час вона так і перекладалась на різні мови (наприклад, англ. Ivory Coast). У жовтні 1985 року уряд країни постановив, що назва «Кот-д'Івуар» не повинна надалі перекладатись на іноземні мови, оскільки вона не є географічним терміном. З того часу офіційна назва країни — Республіка Кот-д'Івуар. Згідно з цим її жителів прийнято називати івуарійцями та вживати як визначення слово «івуарійський».

## Доколоніальний період
Давня історія країни залишається маловідомою. Достовірні відомості про далеке минуле могли б дати планомірні археологічні розкопки. Але таких широких археологічних досліджень не проводилось. Насамперед вони обтяжені наявністю густого рослинного покриву на значній території країни, по-друге, через сильну кислотність ґрунту цінні археологічні знахідки практично не збереглись.

### Палеоліт

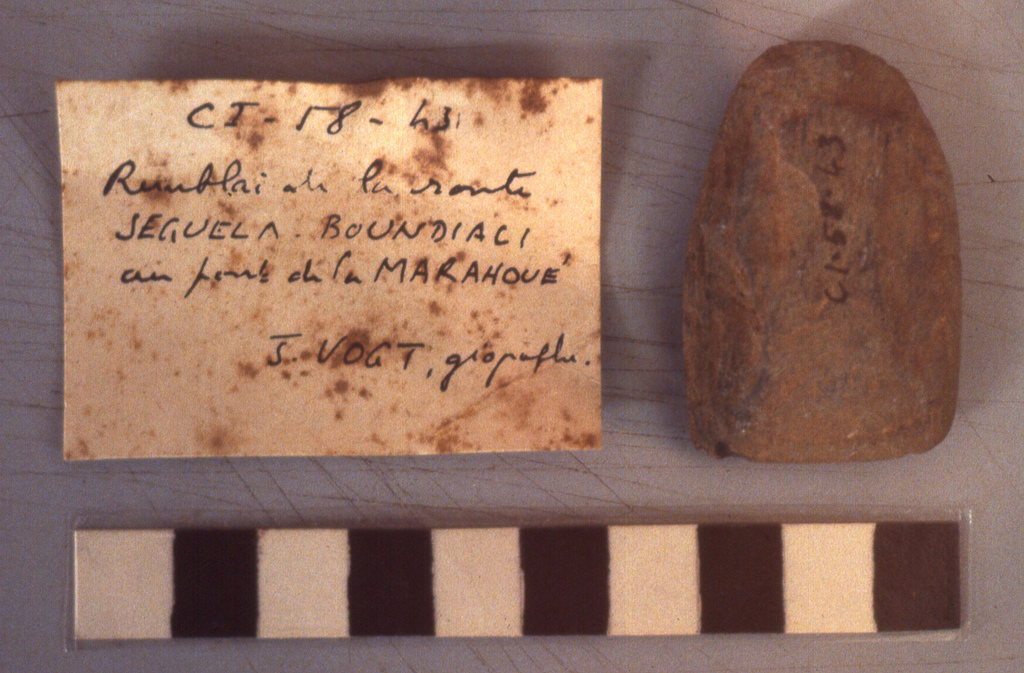
Кам'яні знаряддя часів палеоліту з півночі Кот-д'Івуару. Музей історії в Дакарі, Сенегал

Тим не менш вивчення знайдених в ході археологічних розвідок в окремих районах предметів дозволило вченим встановити їх приналежність до епохи палеоліту. були знайдені в основному фрагменти знарядь праці — сокир, ножів та скребків. На цій основі були зроблені достатньо обґрунтовані припущення про те, що нинішня територія країни була заселена вже на початку кам'яної доби і що давні жителі мали зачатки матеріальної культури. Предмети пізнього палеоліту були знайдені головним чином на території на захід від річки Бандама і біля Абенгуру на сході та в районі Сегели на заході країни. В цілому достовірних відомостей про те, що собою представляла територія країни в епоху палеоліту, досить мало. Насамперед, залишається невідомим факт, чи існував тоді просторіший та густий рослинний покрив, чи, навпаки, він був дуже бідним.

### Неоліт
Значно багатіші археологічні знахідки, що відносяться до епохи неоліту. Це, насамперед, різної форми відшліфовані кам'яні сокири (вони мабуть мали також ритуальне значення), кам'яні котки, бруски для заточки. Подібні предмети знайдені в різних районах. Особливий інтерес являють знайдені свого роду «майстерні» по вирубці і шліфуванні сокир та інших знарядь праці (райони Тумоді, Дімбокро, Буаке). В різних місцях знайдені шліфувальні прилади — кам'яні брили з глибокими вирівненими жолобами.
Знайдені в деяких районах відвали шлаків свідчать про те, що тут отримали розвиток залізоплавильні та залізообробні виробництва. Дуже цінний археологічний матеріал являють собою великі скупчення мушель у районі лагун, де вони сягають 35 тис. тон. Наявність подібних своєрідних скупчень свідчать про те, що давні жителі добували мушлі і вживали їх у їжу. В найдавніших таких скупченнях зустрічаються фрагменти кам'яних знарядь праці та гончарних виробів. Є докази, що деякі груди мушель слугували місцем поховання.

### Перші заселення
Якщо результати археологічних досліджень достовірно свідчать про заселення країни ще в давні часи, то практично невідомо, хто ж були її первісні люди. Дізнатись про це досить складно, так як залишки давньої людини не збереглись. Можливо дослідження печер та алювіальних відкладів на великій глибині дадуть можливість знайти такі залишки. Згідно з найпоширенішою гіпотезою, давні жителі країни швидше всього відносились до пігмеїв (негриллів). Одним із аргументів є згадки в усних розповідях про «маленьких людей». Ймовірно вони перемішались з негроїдними племенами, які розселились в районі лагун та прилеглих лісових районах (південні — ехотіле, брекегон, абедже, зехірі; центральні — асрін, голі, бомізамбо; західні — ега, гагу (гбан), тура, носо; північні — фалафала, лорон, дега, юєла). В свою чергу ці племена в подальшому були асимільовані народами, що мігрували сюди.
Міграційні потоки вливались на територію країни з різних сторін. Процес її заселення був складний і продовжувався декілька століть практично до колоніальної епохи в XIX ст. Більшість народів, що прийшли сюди, перед тим як оселитись, неодноразово змінювали початкові райони проживання, переміщуючись в різних напрямках.

### Сенуфо
Заселення нинішньої території країни почалось із північної її частини. Першу хвилю мігрантів складали сенуфо. Точна дата їх появи в північних районах країни невідома, але приблизно це проходило в I тисячолітті. Прийшовши в просторі пустельні райони, сенуфо поступово розселились на великій площі, від Одієнне на заході до Конг на сході, а пізніше мігрували в південному напрямку аж до Буаке. Спочатку вони добували їжу мисливством та збиральництвом, але поступово стали звикати до землеробства. Їхні поселення були малолюдні та знаходились один від одного на значній відстані. Вони мали вже свою соціальну організацію, характерним атрибутом якої було визнання влади старійшинами. В XII ст. сенуфо заснували велике поселення Конг, в XIV ст. — поселення Бундіалі, потім Корхого. Серед них виділявся Конг, який став одним із найбільших центрів торгових караванних шляхів у Західній Африці. До XV ст. сенуфо були практично повновладними хазяїнами на своїх землях.

### Лорон— Куланго
Сенуфо мирно співіснували зі своїми сусідами лорон, які населяли північний схід країни. Основним їхнім заняттям були мисливство та збиральництво, але поступово розвивалось і землеробство (вирощування клубневих культур). Лорон жили розрізненими поселеннями без якихось ознак централізації. В середині XVI ст. на них напали войовничі племена дагомба, що прийшли сюди з північної частини Гани. Один із вождів дагомба Бункані підкорив великий район лорон і створив приблизно в 1600 році королівство Буна. З цього часу народ лорон отримав свою нову назву — куланго. Не зважаючи на те, що їхні поселення були підвладні центральній владі правителів Буна, куланго зберегли деяку автономію в питаннях мови, матеріальної культури, сільського господарства. Більш того, самі дагомба асимілювались з куланго. Наприкінці XVII ст. з приходом нових претендентів на цей район куланго були розрізнені — частина лишилась в королівстві Буна (існувало до 1896 року), інша підпала під владу правителів аброн, які оселились в Бондуку.

### Манде
Сучасна картина розміщення народів в більшій частині є результатом міграцій народів манде (малінке, діула, бамбара), що почались в XV ст. Ці міграції проходили двома широкими потоками: малінке з північного заходу, з берегів верхнього Нігеру та діула з північного сходу, з району Дженне. До міграцій їх наштовхнули занепад імперії манде Малі та бажання контролювати важливі торгові шляхи, що вели до узбережжя.
Малінке швидко рухались на південь та витісняли сенуфо. Вони розселились на великій площі від Туба до Сегели, встановивши тут свою владу. Із Сегу мігрували і бамбара, утворивши в районі Одієнне в середині XVIII ст. королівство Нафана. Діула осіли в північно-східних регіонах з центром в місті Конг, де вони сформували на початку XVIII ст. державу Конг. Після ісламізації діула в середині XVII ст. Конг став великим осередком поширення ісламської релігії в регіоні.
В XVI–XVII ст.ст. в південно-західних областях Кот-д'Івуару розселились народи, що відносяться до південних манде, які мігрували сюди із Гвінеї та Ліберії. В районі Туба осіли дан, в районі Бандами — гуро (квені), на північ від Далоа — ган, в районі Уме — гагу.

### Акан
Поряд з міграцією манде були помітні переселення народів групи ква. Це аброн, аньї, бауле, яких витіснили з районів Гани ашанті. Вони розселились у східних, південно-східних та центральних районах країни.
В XVI ст. із Кумасі в район Бондуку прийшли аброн на чолі з Тан Дате. Заснувавши тут місто Занзан, вони підкорили території на південь, схід та північ від Бондуку, витіснивши при цьому сенуфо, куланго, діула та інші народи. В результаті цього в 1690 році було створене королівство Гьянам («Країна переселенців»), столицею якого стало місто Бондуку. Населення поділялось на 3 касти: правителі аброн, торговці діула та землеробці куланго. Королівство проіснувало до 1740 року, коли було підкорене Ашанті.
У другій половині XVII ст. почалась міграція аньї на південний схід країни, що продовжувалась до XVIII ст. Перша група мігрантів — народ санві — розселилась в районі між річками Таное та Комое. Поступово аньї рухались на захід та північний схід: морону в район Бонгуану, інденіє в район Абенгуру, бетіє в район південніше Абенгуру. Ці народи утворили декілька держав, серед яких виділялась Санві, заснована правителем Амаламаном Ано на крайньому південному сході узбережжі. В склад Санві входили племена ехотіле, есума, абуре, ебріє.
Найбільшою міграцією акан в XVIII ст. було переселення бауле, що проходило двома хвилями. Перша група мігрантів була утворена народом алангіра (денкьєра) в 1701 році. Вони перетнули річки Комое та Нзі, рухаючись на захід. Вони заснували свої перші поселення в районі південніше Буаке, а потім в районі Сакасу та прилеглих територіях, де жили сенуфо, малінке та гуро. За алангіра рухались асабу на чолі із правителькою Поку. Вони мігрували із Кумасі у другій половині XVIII ст. Саме їхня міграція і дала назву бауле групі народів (Див. Легенда Бауле). Асабу заснували державу Сакасу, яка існувала до початку XX ст.

### Ква
В західні райони узбережжя основна маса мігрантів прийшла, ймовірно, із Ліберії. Це були переважно племена мовної підгрупи ква (кру). Вони зайняли спочатку всю південно-західну частину узбережжя до річки Бандама, а потім стали розселятись в північно-західному та північному напрямках. Є припущення, що в лісових районах вони зустріли пігмеїв, яких знищили. Рухаючись в цьому напрямку, вони витіснили на північ та в центр племена діда, гагу, гуро, дан. В процесі міграції ква поділялись та етнографічні групи, які сформували сучасні народи бете, годьє, вобе, гере та інші. Народ кру населяє нині південно-західний край країни.

### Лагунні народи
Шляхом складних міграційних потоків проходило заселення центральної та східної частини узбережжя предками сучасних лагунних народів. Одними із перших на південно-східному узбережжя в районі Дабу утворили своє великі поселення племена аджукру, що прийшли із заходу. Дещо пізніше їхніми сусідами на сході стали ебріє, що мігрували із Гани. На північ від ебріє осіли абі (абе) в районі Агбовіля та атіє в районі Адзопе.
Збільшення мігрантів зі сходу в XVII ст. було в значній мірі пов'язане з ростом работоргівлі в Гані. На початку XVII ст. берегову смугу від Фреско до Жаквіля заселили авікам та аладіан. В першій половині XVII ст. на узбережжя мігрували також абуре. На чолі абуре стояв Ака Ахоба, який зайняв просторий район на захід від річки Біа, заснувавши декілька поселень, в тому числі і Абоїсо. Однак на початку XVIII ст. сюди прийшли аньї, які витіснили абуре в район Бонуа, де вони живуть і нині. З тієї причини мусили переселитись і ехотіле, вони осіли на південь від своїх територій, навколо лагуни Абі. Ще південніше оселились есума. В крайній східній частині узбережжя, біля лагуни Ехі, на початку XVII ст. осіли нзіма.

## Колоніальний період

### Колонізація
Перші європейці з'явились в південній частині країни наприкінці XV ст. Першими серед них були португальці, які не мали великого інтересу до цього регіону (на згадку про них лишились тільки деякі назви міст — Сан-Педро, Сасандра, Фреско). Більший інтерес мали англійці, які стали торгували з племенами аладіан, нейо, купуючи у них слонову кістку. Цей товар також приваблював і голландців та данців. Колонізація фактично почалась з появою французьких місіонерів. Перша група з 5 осіб прибула 1637 року. Більша місія висадилась 1687 року в районі Асіні (саме вона відправила двох африканців Анніаба та Банга до палацу короля як екзотику). З кінця XVII ст. французи стали осідати в різних частинах узбережжя, особливо в Асіні та Гран-Басамі, де були створені укріплення, а французькі судна патрулювали прибережні води.
В 40-ві роки XIX ст. Франція почала безпосереднє встановлення своєї колоніальної влади. 1842 року капітан одного з суден уклав з правителем Басами Атекебле договір про протекторат. 1843 року був підписаний аналогічний договір з правителем Санві, який був підтверджений його наступником Амон Ндуфу ІІ в 1844 році. Ці документи дозволили укріпитись французам в районах Жаквіля, Гран-Лаху, Фреско, Сасандри, та Гран-Беребі аж до Табу. В прибережних районах розвернули свою діяльність і французькі торгові компанії («Режі ене де Марсей»). З'явились і підприємницькі колоністи, які проявляли інтерес до заготівлі цінної деревини, видобутку золота, висадженню кави (із Ліберії). За іменем одного з них — Треш Лаплена — був названий один з кварталів Абіджану.
Основним опорним пунктом французи зробили місто Гран-Басам, де було збудовано форт. 1890 року сюди була перенесена з Асіні резиденція французької адміністрації. З кінця 80-х років XIX ст. почалось просування французів на північ. З правителями тамтешніх земель укладалися договіри. Франція, перед тим як утворити колонію, хотіла спочатку вирішити питання кордонів. 1892 року було підписано конвенції з Ліберією та Англією (Золотий Берег — сучасна Гана) про кордони з ними.

### Колонія Франції
Офіційно колонія Берег Слонової Кістки була проголошена 10 березня 1893 року. Першим губернатором став Бінжер (за його іменем було назване місто Бінжервіль в околицях Абіджана). 1895 року нова колонія була включена до Французької Західної Африки. Населення нової колонії не хотіло визнавати нових правителів. З середини 90-х років XIX ст. і до початку Першої Світової війни продовжувались масові виступи народу проти французів. На півночі колонії, на території держави Васулу, діяли військові загони Саморі (1898 року він був схоплений). Великі повстання можна відмітити в народів аньї в районі Абенгуру (1894-95 роки), бауле (1899), абі в районі Агбовіля (1910), гуро (1912-13). Практично тільки до 1915 року французам вдалось придушити масові повстання і затвердити свою владу. Останнім регіоном, приєднаним до колонії стали землі племені лобі на крайньому північному сході (1920).
1912 року територія колонії була поділена на 16 округів, на чолі з французькими адміністраторами. Французькі колоністи розвивали такі галузі як заготівля цінної деревини, видобуток алмазів, золота, марганцю. В сільському господарстві активно діяли у сфері висадження кави, какао, ананасів, бавовнику. На плантаціях працювали темношкірі робітники і з сусідніх країн (Верхньої Вольти та Золотого Берега). В роки Першої Світової війни проводилось вербування чоловіків до французької армії. За 4 роки було рекрутовано 25 тис. осіб, особливо у західних та центральних районах. Після Другої Світової війни почався масовий антиколоніальний рух. На основі створеного у липні 1944 року Африканського сільськогосподарського синдикату 1946 року була утворена Демократична партія Берега Слонової Кістки, головою якої став Уфуе-Буаньї. Партія стала складовою Демократичного об'єднання Африки.

## Період незалежності

### Новітні часи
1993 року Уфуе-Буаньї помер, його наступником став Конан Бедьє. За правління Уфуе-Буаньї та його влади, країна вважалась найстабільнішою на континенті. Але введення багатопартійності наприкінці 90-х років призвело до низки військових акцій на міжетнічному ґрунті. 1999 року група військових скинули президента Конана Бедьє. На його місце був поставлений генерал Роберт Гуей, начальник штабу з 1990 року (до цього цю посаду займав Фелікс Орі). У жовтні 2000 року пройшли вибори до Національних зборів, на яких явну перемогу мав Лоран Гбагбо, але Гуей сфальсифікував результати і проголосив себе новим президентом. У відповідь опозиція 24 жовтня влаштувала демонстрацію в Абіджані, яку було розстріляно «Червоною бригадою», елітним владним підрозділом (150 вбитих). Однак масові заворушення призвели до того, що Гуей мусив тікати до Беніну.
Президентом було проголошено Лорана Гбагбо. Але це не подобалось північним мусульманам на чолі з А. Ваттарою. 19 вересня 2002 року в країні почалась громадянська війна. Влада спалювала квартали бідноти у Абіджані. Населення мусило тікати на північ, де масово проживали мусульмани. В цьому регіоні сформувалась ісламська організація на чолі з Гільйомом Соро, яку підтримувала Буркіна-Фасо. Вона контролювала весь північ від Буаке до Корхого. Франція допомагала владі, розмістивши свій контингент між Буаке та Ямусукро, тим самим зупинивши рух повстанців на південь. 17 жовтня в Ломе було підписано мирний договір. Однак ситуація погіршувалась, опозиція наймала солдат в Ліберії і проводила військові акції. 13 січня 2003 року в Ломе був підписаний ще один мирний договір. Був сформований новий уряд на чолі з Сейду Діарра. Але вже в грудні опозиція знову почала військові дії. 2004 року було укладено нове перемир'я, а в березні 2007 року Лоран Гбагбо призначив прем'єр-міністром опозиціонера Гільйома Соро. За даними, в результаті громадянської війни 2002—2007 років загинуло до 3,5 тис. осіб.